# Piero Strozzi (senatore)
Piero Giulio Antonio Francesco Vincenzo Strozzi  Renzi  Majorca, VII principe di Forano, VIII duca di Bagnolo, nobile romano e di San Miniato, patrizio di Firenze (Firenze, 20 settembre 1855 – Firenze, 3 novembre 1907), è stato un nobile e politico italiano.

## Biografia
Discendente dell'antica ed illustre dinastia Strozzi di Firenze. Gentiluomo d'onore di S.M. la Regina Margherita è nominato senatore a vita nel 1896 in virtù delle sue rendite economiche, ma in parlamento non svolge alcuna attività.